# 東武鉄道運転士懲戒解雇事件

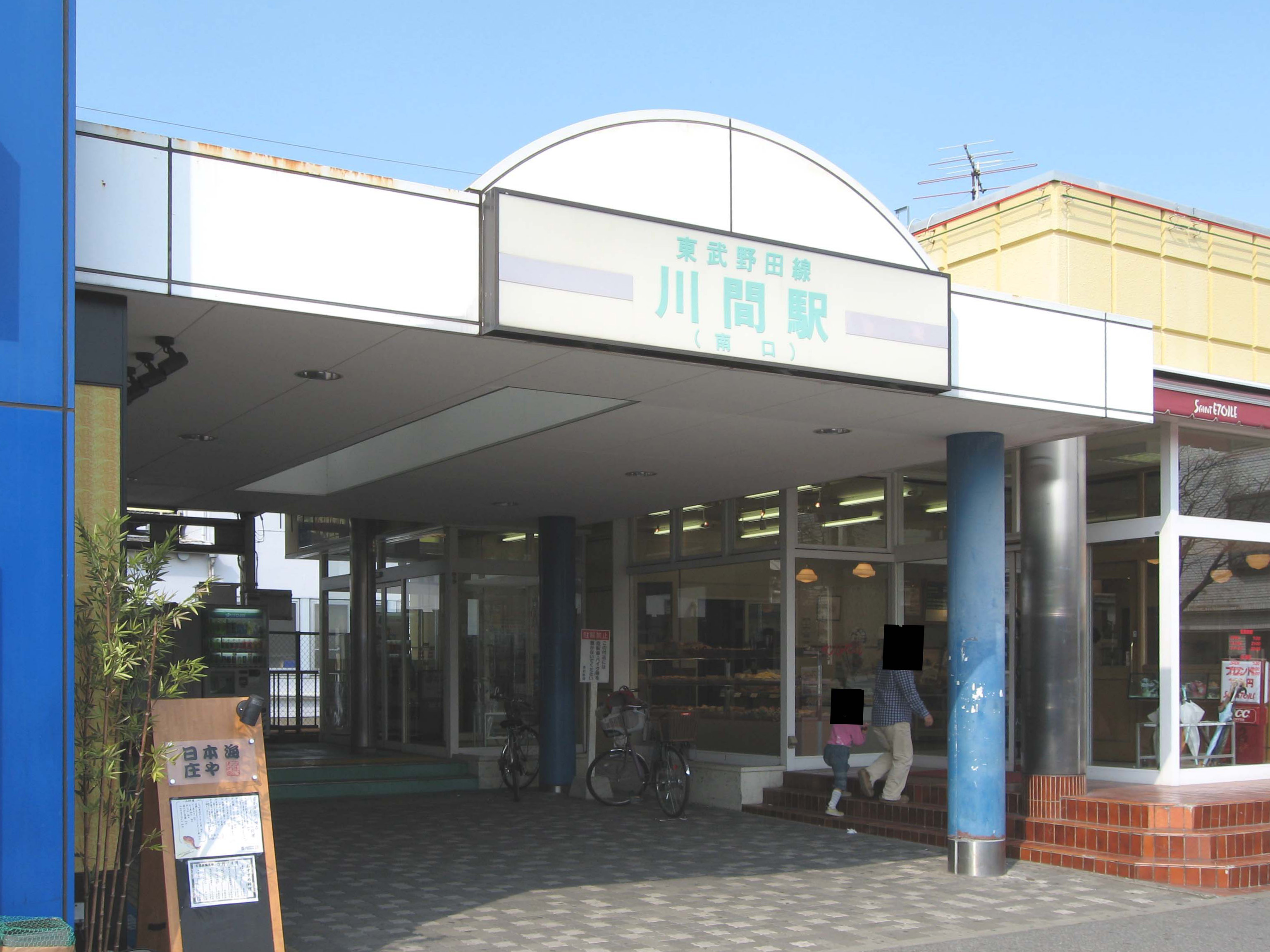
川間駅（2007年）

東武鉄道運転士懲戒解雇事件（とうぶてつどううんてんしちょうかいかいこじけん）とは、2005年（平成17年）11月1日、東武鉄道野田線の南桜井駅（埼玉県春日部市） - 川間駅（千葉県野田市）の間で、運転士が3歳になる自身の長男を乗務員室に立入・同乗させたことで内規違反に問われ、2週間後の11月15日に懲戒解雇された事件。

## 概要
2005年（平成17年）11月1日午前11時50分ごろ、東武鉄道の男性運転士（30歳代）が運転する大宮発柏行き普通電車（6両）に、春日部駅から長男（3歳）、長女（2歳）が乗車した。運転士の勤務は野田線の途中の駅までで、午後から家族とともに買い物に行く予定で、その運転の見学を兼ね、そのまま運転士と合流するために同駅で乗車した。運転士の妻は春日部駅に入場券で入場し、子供達を当該列車へ乗車させ見送ったあと、川間駅まで自動車で迎えに行くことになっていた。
同駅を発車後子供達はしばらくは静かにしていたが、藤の牛島駅を発車したあたりから長男が乗務員室の後方の壁・扉を叩く、泣くなどして暴れ始め、次駅到着まで暴れ続けたため乗客も困惑していた。やむなく南桜井駅で停車した際に、この運転士はその長男を注意し、泣き止ませようと後部にある乗務員扉を開けたところ、長男が乗務員室内に入ってきた。すると、その長男は泣き止み暴れなくなった。その直後、側戸が閉まり車掌が出発合図を出してきたため、この運転士は、「どうせ次の駅では妻が出迎えに来ていることだから、まあ良いか。」と考え、車掌や運転指令所などに連絡をせずに発車させた。走行中、長男はじっと、静かにしてこの運転士の運転を見ていた。隣の川間駅に到着後、長男・長女は出迎えてきた運転士の妻へ引き渡した。
鉄道営業法では旅客が乗務員室等への立入を禁止する直接的な規定は無いが、東武鉄道の内規では乗務員が関係者以外を乗務員室内へ立ち入らせてはいけないことになっている。
乗務終了後、この運転士は大したことはないとしてこのことを当務の助役へ報告しなかった。このとき、たまたま乗車していた東武鉄道の労働組合幹部が、匿名で直接霞が関の国土交通省へ事件の顛末を通報し、厳正な処置を求める旨の申告をしたことで、同社は事件の報道発表を行うこととなり、「身内とはいえ、運転室に第三者を入れるのは重大な規則違反」として、同月15日にこの運転士を懲戒解雇とした。

## 該当運転士のその後
鉄道ジャーナル社『鉄道ジャーナル』2006年（平成8年）3月号の種村直樹執筆コラム・鉄道記事ざっくばらん「続・東武人情論」（p150）によると、解雇された運転士は、「退職金が支給され、東武当局側が運転士に同社の系列企業を再就職先として斡旋した」としている。ただし、詳細は明らかになっておらず、現在の消息は不明である。